# Yu Chaohong
Yu Chaohong (em chinês: 虞朝鸿; Yunnan, 3 de novembro de 1975) é um atleta chinês especialista em marcha atlética. 
Em 2002, Yu gamhou a medalha de prata nos 20 km marcha dos Jogos Asiáticos de 2002 que se realizaram em Busan, na Coreia do Sul. No mesmo evento, em Paris, foi 15º classificado nos 20 km e desqualificado nos 50 km marcha dos Campeonatos Mundiais de 2003.
Seleccionado para representar o seu país nos 50 quilómetros dos Jogos Olímpicos de Atenas 2004, acabaria a prova em 4º lugar, a apenas 11 segundos do pódio.

## Melhores marcas pessoais
| Prova               | Data                  | Local               | Marca       |
| ------------------- | --------------------- | ------------------- | ----------- |
| 10 km marcha        | 2 de abril de 2005    | Rio Maior, Portugal | 39:28 m     |
| 20000 metros marcha | 5 de setembro de 2004 | Xangai, China       | 1:25:42.7 h |
| 20 km marcha        | 23 de abril de 2005   | Cixi, China         | 1:18:30 h   |
| 35 km marcha        | 1 de maio de 2004     | Naumburg, Alemanha  | 2:34:32 h   |
| 50 km marcha        | 22 de outubro de 2005 | Nanjing, China      | 3:36:06     |

A sua marca nos 50 km marcha constitui a quinta melhor de todos os tempos.